# Унгерн, Юрген фон
Юрген фон Унгерн (нем. Jürgen von Ungern; ум. 1534, Падуя, Венецианская республика) — немецкий рыцарь и государственный деятель Эзель-Викского епископства.

## Биография
Юрген был сыном Отто фон Унгерна. Его братьями были Отто, Франц и Рейнгольд. Юрген был старшим из братьев и в 1515 году, примерно через год после смерти отца, унаследовал имение и деревню Унгурпилс в Рижском архиепископстве. К этому моменту он уже приобрёл земли в Эстляндии. Позже к нему перешли мызы в Вике (Ляэн*емаа), в частности, поместья Килтси и Унгру. Его брат Рейнгольд владел мызой Паливере. Таким образом, Унгерны являлись одной из самых влиятельных семей в Вике, наряду с Икскюлями.
Между 1517 и 1518 годами он был викским штифтфогтом (епархиальным фогтом). В 1527 году Унгерн поддержал избрание ревельского епископа Георга фон Тизенгаузена эзель-викским епископом.
В 1530 году, когда умер епископ Георг фон Тизенгаузен, Унгерн, как и большая часть викской знати, хотел видеть новым епископом коадъютора Вильгельма фон Гогенцоллерна, но собор избрал новым епископом Рейнгольда фон Буксгевдена. Юрген не принял этого и начал в 1532 году прямые действия против Рейнгольда, пригласив Вильгельма в Вик. Это стало началом Эзель-Викской войны (1532—1536). Вильгельм смог обосноваться в Вике и запросил поддержки у императора Карла V и папы Климента VII. Унгерн был опытным дипломатом, ранее бывавшим в Священной Римской империи, и в 1531 году император Карл V пожаловал привилегии для Юргена и его семьи, в том числе титул барона.
С 1533 по 1534 год Унгерн был в поездках, посещая как короля Фердинанда I, так и папу Климента VII, который дал ему право использовать лилии и другие элементы в своём гербе. Вильгельм же не смог получить никакой реальной поддержки, хотя король Фердинанд I симпатизировал ему и обещал поддержать, если папа встанет на сторону Гогенцоллерна. Однако папа отказался утверждать его назначение, потому что Буксгевден уже был утверждён, в то время как Вильгельм не был рукоположён и явно тяготел к протестантским идеям.
В 1534 году на обратном пути в Ливонию Унгерн заболел лихорадкой и умер в Падуе, недалеко от Венеции. Впоследствии власть Вильгельма в Вике, лишённая его самого влиятельного союзника, довольно быстро рухнула. В том же году и Имперский камеральный суд, и магистр Вальтер фон Плеттенберг встали на сторону Рейнгольда фон Буксгевдена. Жена и дети Унгерна были лишены своих владений, а мыза Унгурпилс была временно конфискована рижским архиепископом Томасом Шёнингом, которого ранее оскорбил Юрген. Однако через некоторое время имение было возвращено Унгернам.

## Семья
Унгерн был дважды женат, от первого брака у него было три сына, от второго два сына и две дочери. Его второй женой была Годела, дочь Вольмара Гастфера, на которой он женился до 1511 года.
Потомки Юргена фон Унгерна:
- От первого брака: Вольмар, Юрген, Иоганн
- От второго брака: Отто, Фабиан, Годела, Анна